# Anton Andrejevics Mirancsuk
Anton Andrejevics Mirancsuk (oroszul: Антон Андреевич Миранчук) (Szlavjanszk-na-Kubanyi, 1995. október 17. –) orosz válogatott labdarúgó, a Sion játékosa.

## Pályafutása

### Klubcsapatban
2013. október 30-án az orosz kupában debütált tétmérkőzésen a Lokomotyiv Moszkva első csapatában a Rotor-Volgograd ellen. A 2016-os szezont az észt Levadia csapatánál töltötte kölcsönben, április 2-án mutatkozott be bajnoki mérkőzésen a Kalju ellen. Következő bajnokin megszerezte első gólját a Tarvas ellen. A szezont 30 bajnokin 15 góllal zárta, a kupában egy mérkőzésen kapott lehetőséget, nemzetközi meccsen 4 alkalommal. Kölcsönszerződése lejártát követően visszatért Moszkvába.2017. április 9-én mutatkozott be a bajnokságban az FK Rosztov elleni 0–0-s döntetlennel záruló találkozón.
2024. szeptember 8-án két szezonra szóló szerződést írt alá a Sionnal.

### A válogatottban
2017. október 7-én mutatkozott be a felnőtt válogatottban a dél-koreai labdarúgó-válogatott elleni barátságos mérkőzésen, az első félidőben kapott lehetőséget, majd Dmitrij Alekszejevics váltotta őt.

## Statisztika

### Klub
2019. május 13-i állapotnak megfelelően.
| Klub               | Szezon           | Bajnokság | Bajnokság | Kupa  | Kupa | Nemzetközi | Nemzetközi | Egyéb | Egyéb | Összesen | Összesen |
| Klub               | Szezon           | Meccs     | Gól       | Meccs | Gól  | Meccs      | Gól        | Meccs | Gól   | Meccs    | Gól      |
| ------------------ | ---------------- | --------- | --------- | ----- | ---- | ---------- | ---------- | ----- | ----- | -------- | -------- |
| Lokomotyiv Moszkva | 2013–14          | 0         | 0         | 1     | 0    | –          | –          | –     | –     | 1        | 0        |
| Lokomotyiv Moszkva | 2014–15          | 0         | 0         | 0     | 0    | 0          | 0          | –     | –     | 0        | 0        |
| Lokomotyiv Moszkva | 2015–16          | 0         | 0         | 0     | 0    | 0          | 0          | 0     | 0     | 0        | 0        |
| Lokomotyiv Moszkva | 2016–17          | 3         | 0         | 0     | 0    | –          | –          | –     | –     | 3        | 0        |
| Lokomotyiv Moszkva | 2017–18          | 29        | 4         | 1     | 0    | 10         | 1          | 1     | 0     | 41       | 5        |
| Lokomotyiv Moszkva | 2018–19          | 26        | 11        | 7     | 4    | 6          | 1          | 1     | 0     | 40       | 16       |
| Lokomotyiv Moszkva | Összesen         | 58        | 15        | 9     | 4    | 16         | 2          | 2     | 0     | 85       | 21       |
| Levadia            | 2016             | 30        | 14        | 1     | 0    | 4          | 1          | –     | –     | 35       | 15       |
| Karrier összesen   | Karrier összesen | 88        | 29        | 10    | 4    | 20         | 3          | 2     | 0     | 120      | 36       |

### Válogatott
| Válogatott  | Szezon   | Mérkőzés | Gól |
| ----------- | -------- | -------- | --- |
| Oroszország | 2017     | 2        | 0   |
| Oroszország | 2018     | 5        | 0   |
| Oroszország | 2019     | 4        | 1   |
| Oroszország | 2020     | 8        | 2   |
| Oroszország | 2022     | 2        | 0   |
| Oroszország | 2023     | 6        | 3   |
| Oroszország | 2024     | 2        | 1   |
| Oroszország | 2025     | 1        | 0   |
| Összesen    | Összesen | 30       | 7   |

## Sikerei, díjai
- Lokomotyiv Moszkva
  - Orosz bajnok: 2017–18
  - Orosz kupa: 2018–19, 2020–21
  - Orosz szuperkupa: 2019

## Család
Alekszej Mirancsuk az ikertestvére, aki szintén orosz válogatott és az Atlanta United labdarúgója.